# Berlínská katedrála
Berlínská katedrála, oficiálním názvem Evangelický nejvyšší farní a kolegiální kostel v Berlíně (německy Oberpfarr- und Domkirche zu Berlin) je převážně historistní stavba nacházející se v německém hlavním městě Berlíně, na tamním Ostrově muzeí. Současnou podobu chrám získal při dvou posledních velkých přestavbách, nejprve novoklasicistní, kterou vedl známý architekt Karl Friedrich Schinkel (1817–1893), a později novorenesanční (slavnostní otevření 27. února 1905). Za novorenesanční přestavbu byl odpovědný Julius Carl Raschdorff.

## Historie
Stavební historie místa sahá nicméně až k roku 1451, kdy stavba získala své renesanční základy, stavebníkem byl princ Fridrich II. Brandenburský, který na toto místo, tehdy zvané Colin, přesunul své sídlo z Brandenburku. Pojem katedrála je užíván pro velikost a proslulost chrámu, ačkoli v něm nesídlí biskup, což by měl být definiční znak katedrály; nicméně pojem dóm, který se v němčině pro takovou stavbu obvykle užívá, se do češtiny většinou rovněž překládá jako katedrála. Původně byl chrám katolický, protestanti ho převzali roku 1539, nejprve luteráni, později kalvinisté, posléze, roku 1817, sjednocená Pruská unie.
Za druhé světové války byl chrám poškozen spojeneckým bombardováním, je zajímavostí, že obnovu pak organizovaly po celou éru rozdělení Německa oba německé státy, jak západní Německo, tak komunistická Německá demokratická republika, na jejímž území se chrám nacházel. Nicméně rekonstrukci provázela řada nejasných finančních transakcí, navíc komunistická vláda nechala zbourat z ideologických důvodů Denkmalskirche, kapli připomínající Hohenzollernskou dynastii. Rekonstruovanou hlavní loď Berlínské katedrály otevřel v roce 1993 až kancléř nově sjednoceného Německa Helmut Kohl. Společnost pro budování katedrály nyní shání prostředky na obnovy Denkmalskirche.